# Crimolois
Crimolois – miejscowość i dawna gmina we Francji, w regionie Burgundia-Franche-Comté, w departamencie Côte-d’Or. W 2013 roku populacja ówczesnej gminy wynosiła 771 mieszkańców. 
W dniu 28 lutego 2019 roku z połączenia dwóch ówczesnych gmin – Crimolois oraz Neuilly-lès-Dijon – powstała nowa gmina Neuilly-Crimolois. Siedzibą gminy została miejscowość Neuilly-lès-Dijon. 